# Akihito Yoshitomi
Akihito Yoshitomi (吉富昭仁?, Yoshitomi Akihito; ...) è un fumettista giapponese, meglio conosciuto per il suo manga Eat-Man, che consiste di 19 diversi volumi, negli ultimi anni si è dedicato alla pubblicazione di seinen e yuri a tematica fantascientifica..
In tal proposito, il suo lavoro più conosciuto è il manga Blue Drop, serializzato sulla rivista  shōnen Dengeki Comic Gao!, la cui fama è stata tale da spingere lo studio d'animazione Asahi Production, con la partecipazione dello studio Gonzo che si è occupato del rendering dei modelli 3D, alla produzione dell'anime omonimo.

## Opere
- Loan Knight (ローンナイト?, Rōn Naito) (1991)
- Loan Knight 2 (ローンナイト2?, Rōn Naito 2) (1993)
- Eat-Man (1996-2002)[1]
- Ray (2002-2005)
- Avenger (2003)
- Blue Drop (2004-2008)
- Black Jack: BJ x bj (2005, riedizione dell'opera originale)
- Ray+ (2006)
- Gate Runner (2006)
- Nettai shōjo (熱帯少女?) (2009)
- Chikyū no hōkago (地球の放課後?) (2009)[2]
- Balance Policy (2010-2014)
- School ningyo (スクール人魚?, Sukūru ningyo) (2013-2017)[3]
- Cyborg 009 VS Devilman (2015-2016)[4]
- Eat-Man: The Main Dish (2014-2019)[5][6]
- Suginami kuritsu mahō jogakuen heiwaiji-bu (杉並区立魔法女学園 平和維持部?) (2018-2019)[7]
- Kyō kara mirai (今日から未来?) (2019-in corso)[8]
- 24-ku no Hanako-san (24区の花子さん?) (2020-in corso)